# Дискография Army of Lovers
Дискография шведской поп-группы Army Of Lovers, основанная в Стокгольме, Швеция, в 1987 году. Тремя первоначальными участниками были Александр Бард, Жан-Пьер Барда и Ла Камилла. Ла Камилла покинула группу в 1992 году и была заменена Микаэлой Дорнонвиль де ла Кур. Доминика Печински присоединилась к группе в конце 1992 году. Микаэла Дорнонвиль де ла Кур покинула группу в 1995 году, после чего в группу вернулась первая вокалистка. Army Of Lovers технически состояли из Александра Барда, Жан-Пьера Барда, Ла Камиллы и Доминики Печински в качестве четырёх полноправных участников в рамках различных творческих коллабораций. Художник по костюмам и сценограф Камилла Тулин всегда работала в качестве дополнительного помощника Army Of lovers.
Army Of Lovers официально выпустили свой последний новый материал в 2014 году. Однако девять лет спустя украинская суперзвезда Оля Полякова убедила группу воссоединиться, чтобы записать с ней дуэт "Love Is Blue". В процессе группа начала сочинять и записывать новый материал со своими старыми коллегами и продюсерами Андерсом Ханссоном и Андерсом Воллбеком, и результатом стал совершенно новый альбом под названием "Sexodus", включающий в общей сложности десять треков, из которых пять - совершенно новые песни, две перезаписи старой классики Army Of Lovers и три трека с воссоединения 2010-х, которые ранее никогда не выпускались в формате альбома. Army Of Lovers планируют вслед за выпуском альбома "Sexodus" отправиться в турне по Скандинавии и северной Европе летом 2024 года.

## Альбомы

### Студийные и компиляционные альбомы
- 1990/1991 Disco Extravaganza / Army Of Lovers (US)
- 1991 Massive Luxury Overdose
- 1992 Massive Luxury Overdose (U.S. Version)
- 1993 The Gods of Earth and Heaven
- 1994 Glory Glamor And Gold
- 1995/1996 Les Greatest Hits
- 1997 Master Series
- 2001 Le Grand Docu-Soap
- 2013 Big Battle of Egos
- 2023 Sexodus
- 2024 Remixodus

### Синглы и EP
- 1988: When The Night Is Cold
- 1988: Love Me Like A Loaded Gun
- 1989: Baby’s Got A Neutron Bomb
- 1990: Ride The Bullet
- 1990: Supernatural
- 1990: My Army Of Lovers
- 1991: Crucified
- 1991: Obsession
- 1991: Candyman Messiah
- 1992: Ride The Bullet 92
- 1992: Judgment Day
- 1993: Israelism
- 1993: La Plage de Saint Tropez
- 1993: I Am
- 1994: Lit De Parade ‘feat. Big Money’
- 1994: Sexual Revolution
- 1994: Life Is Fantastic
- 1995: Give My Life
- 1995: Venus And Mars / Megamix
- 1996: King Midas
- 2001: Let The Sunshine In
- 2001: Hands Up
- 2013: Rockin’ The Ride
- 2013: Signed On My Tattoo ‘feat. Gravitonas’
- 2013 Scandinavian Crime EP
- 2013: Crucified 2013
- 2014: People Are Lonely ‘feat. Gravitonas’
- 2023: Love Is Blue ‘vs Olya Polyakova’
- 2023: Sexodus
- 2023: Romanism
- 2023: What’s That Look ‘feat. Tamer Wilde’
- 2023: Bring Your Love
- 2023: Israelism 2023
- 2023: Clash Of The Titans

###### Видеоальбомы
- Videovaganza 1990–1993 (VHS, 1993)
- Hurrah Hurrah Apocalypse: The Definitive Video Collection (DVD, 2005)

###### Видеоклипы
- 1988 When The Night Is Cold
- 1990 Ride The Bullet ‘feat. La Camilla’
- 1990 My Army Of Lovers
- 1991 Crucified
- 1991 Obsession ‘feat. La Camilla’
- 1991 Candyman Messiah
- 1992 Ride The Bullet 92 ‘feat. De La Cour’
- 1992 Obsession ‘feat. De La Cour’
- 1992 Judgment Day
- 1993 Israelism
- 1993 La Plage de Saint Tropez
- 1993 Sons Of Lucy
- 1993 I Am
- 1994 Lit De Parade ‘feat. Big Money’
- 1994 Sexual Revolution
- 1995 Give My Life
- 1996 King Midas
- 2001 Let The Sunshine In
- 2001 Hands Up
- 2013 Signed On My Tattoo ‘feat. Gravitonas’
- 2013 Crucified 2013
- 2014 People Are Lonely ‘feat. Gravitonas’